# Metaselena
Metaselena là một chi bướm đêm thuộc phân họ Olethreutinae trong họ Tortricidae.

## Các loài
- Metaselena alboatra Diakonoff, 1939
- Metaselena allophlebodes Horak & Sauter, 1981
- Metaselena diakonoffi Horak & Sauter, 1981
- Metaselena lepta Horak & Sauter, 1981
- Metaselena pemphigodes Horak & Sauter, 1981
- Metaselena pithana Horak & Sauter, 1981
- Metaselena platyptera Horak & Sauter, 1981
- Metaselena rhabdota Horak & Sauter, 1981
- Metaselena symphylos Horak & Sauter, 1981